# Giro d’Italia 1986
Der 69. Giro d’Italia wurde in 23 Abschnitten und 3865,6 Kilometern vom 12. Mai bis zum 2. Juni 1986 ausgetragen und vom Italiener Roberto Visentini gewonnen. Von den 171 gestarteten Fahrern erreichten 143 das Ziel in Meran.

## Verlauf
| Etappe | von                | nach                 | km       | Gewinner                 | Maglia rosa              |
| ------ | ------------------ | -------------------- | -------- | ------------------------ | ------------------------ |
| Prolog | Palermo            | Palermo              | 1 (EZF)  | Urs Freuler              | Urs Freuler              |
| 1      | Palermo            | Sciacca              | 140      | Sergio Santimaria        | Sergio Santimaria        |
| 2      | Sciacca            | Catania              | 259      | Jean-Paul van Poppel     | Jean-Paul van Poppel     |
| 3      | Catania            | Taormina             | 50 (MZF) | Del Tongo                | Giuseppe Saronni         |
| 4      | Villa San Giovanni | Nicotera             | 115      | Gianbattista Baronchelli | Gianbattista Baronchelli |
| 5      | Nicotera           | Cosenza              | 194      | Greg LeMond              | Gianbattista Baronchelli |
| 6      | Cosenza            | Potenza              | 251      | Roberto Visentini        | Giuseppe Saronni         |
| 7      | Potenza            | Baia Domizia         | 257      | Guido Bontempi           | Giuseppe Saronni         |
| 8      | Cellole            | Avezzano             | 160      | Franco Chioccioli        | Giuseppe Saronni         |
| 9      | Avezzano           | Rieti                | 172      | Acácio da Silva          | Giuseppe Saronni         |
| 10     | Rieti              | Pesaro               | 235      | Guido Bontempi           | Giuseppe Saronni         |
| 11     | Pesaro             | Castiglione del Lago | 207      | Guido Bontempi           | Giuseppe Saronni         |
| 12     | Sinalunga          | Siena                | 46 (EZF) | Lech Piasecki            | Giuseppe Saronni         |
| 13     | Siena              | Sarzana              | 175      | Jean-Paul van Poppel     | Giuseppe Saronni         |
| 14     | Savona             | Sauze d’Oulx         | 236      | Martin Earley            | Giuseppe Saronni         |
| 15     | Sauze d’Oulx       | Erba                 | 260      | Dag Erik Pedersen        | Giuseppe Saronni         |
| 16     | Erba               | Foppolo              | 143      | Pedro Muñoz              | Roberto Visentini        |
| 17     | Foppolo            | Piacenza             | 196      | Guido Bontempi           | Roberto Visentini        |
| 18     | Piacenza           | Cremona              | 36 (EZF) | Francesco Moser          | Roberto Visentini        |
| 19     | Cremona            | Peio                 | 211      | Johan van der Velde      | Roberto Visentini        |
| 20     | Peio               | Bassano del Grappa   | 179      | Guido Bontempi           | Roberto Visentini        |
| 21     | Bassano del Grappa | Bozen                | 234      | Acacio Da Silva          | Roberto Visentini        |
| 22     | Meran              | Meran                | 108,6    | Eric Van Lancker         | Roberto Visentini        |

## Endstände
| Sieger           | Roberto Visentini      | 102:33:55 h |
| Zweiter          | Giuseppe Saronni       | + 1:02 min  |
| Dritter          | Francesco Moser        | + 2:14 min  |
| Vierter          | Greg LeMond            | + 2:26 min  |
| Fünfter          | Claudio Corti          | + 4:49 min  |
| Sechster         | Franco Chioccioli      | + 6:58 min  |
| Siebter          | Acácio da Silva        | + 7:12 min  |
| Achter           | Marco Giovannetti      | + 8:03 min  |
| Neunter          | Niki Rüttimann         | + 9:15 min  |
| Zehnter          | Pedro Muñoz            | + 11:52 min |
| Punktewertung    | Guido Bontempi         | 167 P.      |
| Zweiter          | Johan van der Velde    | 148 P.      |
| Zweiter          | Paolo Rosola           | 115 P.      |
| Bergwertung      | Pedro Muñoz            | 54 P.       |
| Zweiter          | Gianni Bugno           | 35 P.       |
| Dritter          | Stefano Giuliani       | 32 P.       |
| Nachwuchswertung | Marco Giovannetti      | 102:41:58 h |
| Teamwertung      | Supermercati Brianzoli | 305:33:43 h |
| Zweiter          | Carrera-Inoxpran       |             |
| Dritter          | La Vie Claire          |             |